# Saint-Martinien
Saint-Martinien ist eine französische Gemeinde mit 595 Einwohnern (Stand: 1. Januar 2022) im Département Allier in der Region Auvergne-Rhône-Alpes. Sie gehört zum Arrondissement Montluçon und zum Kanton Huriel.

## Geographie
Saint-Martinien liegt etwa neun Kilometer westlich von Montluçon am Bartillat, einem Nebenfluss der Magieure.

### Nachbargemeinden
Umgeben ist Saint-Martinien von den Nachbargemeinden Archignat im Norden und Westen, Huriel im Norden und Nordosten, Quinssaines im Osten und Südosten, Lamaids im Süden, Nouhant im Südwesten sowie Treignat im Westen.

## Bevölkerungsentwicklung
| Jahr      | 1962 | 1968 | 1975 | 1982 | 1990 | 1999 | 2006 | 2011 | 2016 | 2019 |
| Einwohner | 552  | 525  | 441  | 474  | 533  | 518  | 594  | 624  | 610  | 594  |

## Sehenswürdigkeiten

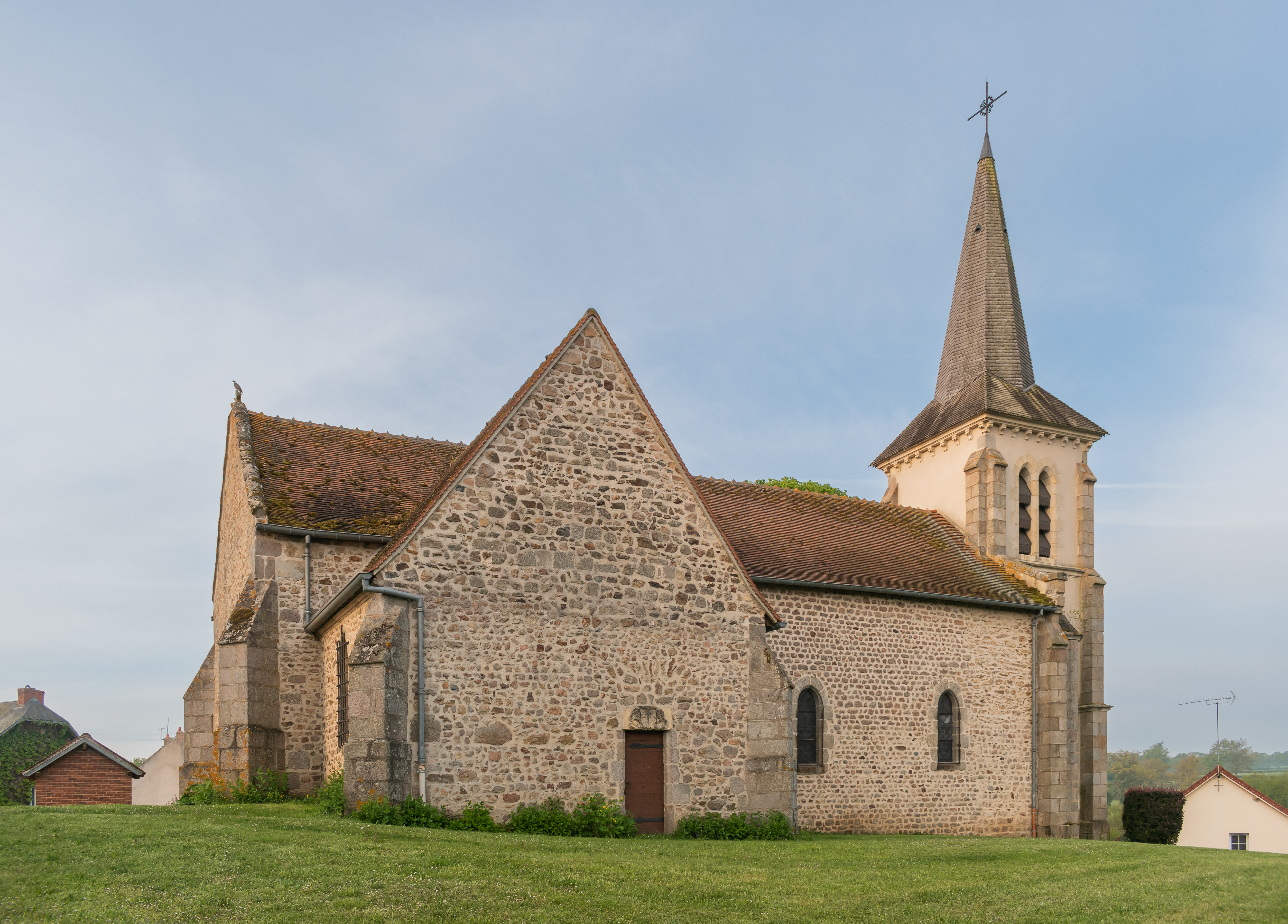
Kirche St-Martinien

- Kirche St-Martinien aus dem 13. Jahrhundert, Umbauten aus dem 19. Jahrhundert